# 陈坪街道
陈坪街道，是中华人民共和国甘肃省兰州市西固区下辖的一个乡镇级行政单位。

## 行政区划
陈坪街道下辖以下地区：
西固中路社区、兰炼厂前社区、西固东路社区、福利东路社区、陈官营社区、新滩社区、小坪社区、东湾社区、范坪村和孟家山村。